# Банки синдром
Банкијев синдром је редак поремећај у коме су две или више костију спојене.
Симптоми могу укључивати: абнормалност дуге кости шаке; кратки прсти на рукама или ногама; трајно савијање малог прста; спајање костију зглоба.
Поремећај је забележен у три генерације једне мађарске породице.
Први пут описао З. Банки у раду из 1965. године, запажено је да је сличан Лиебенберговом синдрому, са лунатотрикетралном фузијом лунате кости са трикетралном кости, клинодактилијом прстију, свеукупно кратким метакарпале и танку дијафизудужих костију, али за разлику од Лиебенберга, није примећена дисплазија лакта.